# Prisma Taranto Volley 2008-2009
Questa voce raccoglie le informazioni riguardanti la Prisma Taranto Volley nelle competizioni ufficiali della stagione 2008-2009.

## Stagione
La stagione 2008-09 è per la Prisma Taranto Volley la quarta, la terza consecutiva, in Serie A1: rispetto alla stagione precedente la società cambia nome, abbandonando la vecchia denominazione di Taranto Volley ed utilizza il nome sponsorizzato di Stamplast Martina Franca, in quanto, in questa città, disputa le partite casalinghe, pur mantenendo la sede sociale a Taranto. In panchina viene inizialmente confermato Radamés Lattari, sostituito poi a campionato in corso prima da Marco Bonitta e poi da Giovanni D'Onghia; anche la rosa è completamente rivoluzionata: viene confermato esclusivamente Šime Vulin, poi ceduto a metà annata, mentre tra gli acquisti spiccano quelli di Luigi Mastrangelo, Matej Černič, Sergiu Stancu, Valdir Sequeira, Israel Rodríguez e Frantz Granvorka, anch'egli ceduto a stagione in corso.
Il campionato si apre con due sconfitte consecutive, contro il Perugia Volley e l'Associazione Sportiva Volley Lube: la prima vittoria arriva alla terza giornata ai danni della Pallavolo Pineto, seguita da un nuovo successo contro il BluVolley Verona; il resto del girone di andata è segnato da tre vittorie e sei sconfitte, di cui tre consecutive, che portano la squadra all'undicesimo posto in classifica, non utile per qualificarsi alla Coppa Italia. Anche il girone di ritorno segue lo stesso andamento di quello di andata, con un successo ogni due o tre stop di fila: la regular season si conclude con la conferma dell'undicesimo posto in classifica e la conseguente esclusione dalla partecipazione ai play-off scudetto.

## Organigramma societario
Area direttiva
- Presidente: Antonio Bongiovanni
- Vicepresidente: Elisabetta Zelatore
- Segreteria generale: Vittorio Pagano, Giovanni Saracino
- Direttore generale: Elisabetta Zelatore

Area organizzativa
- Team manager: Luca Savino
- Direttore sportivo: Vito Primavera
- Responsabile logistica: Manilo Coppola

Area tecnica
- Allenatore: Radamés Lattari (fino al 19 novembre 2008), Marco Bonitta (dal 20 novembre 2008 al 18 dicembre 2008), Giovanni D'Onghia (dal 23 dicembre 2008)
- Allenatore in seconda: Danilo Paglialunga
- Scout man: Raffaele Epifani
- Responsabile settore giovanile: Armando Palumbo
- Osservatore: Pasquale Rinaldi

Area comunicazione
- Ufficio stampa: Giovanni Saracino
- Relazioni esterne: Giuseppe Bongiovanni, Felice Pagano

Area marketing
- Ufficio marketing: Patrizia Palazzo
- Responsabile area commerciale: Giuseppe Boschi

Area sanitaria
- Staff medico: Davide Bongiorno, Fernando Bongiovanni, Jimmy Carbotti
- Medico: William Uzzi
- Preparatore atletico: Massimiliano D'Elia
- Fisioterapista: Cataldo Portulano
- Osteopata: Cosimo Quaranta

## Rosa
| N° | Nome                 | Ruolo | Data di nascita   | Nazionalità sportiva |
| -- | -------------------- | ----- | ----------------- | -------------------- |
| 1  | Antonio Ricciardello | L     | 27 luglio 1986    | Italia               |
| 2  | Manuel Coscione      | P     | 29 gennaio 1980   | Italia               |
| 3  | José Luis Moltó      | C     | 29 giugno 1975    | Spagna               |
| 5  | Sergiu Stancu        | C     | 4 agosto 1982     | Romania              |
| 6  | Matej Černič         | S     | 13 settembre 1987 | Italia               |
| 7  | Šime Vulin           | C     | 4 agosto 1983     | Croazia              |
| 9  | Francesco Guglielmi  | L     | 22 aprile 1972    | Italia               |
| 10 | Miloš Stojković      | P     | 17 maggio 1987    | Serbia               |
| 11 | Luigi Mastrangelo    | C     | 17 agosto 1975    | Italia               |
| 12 | Francesco Corsini    | C     | 1º gennaio 1979   | Italia               |
| 13 | Valdir Sequeira      | S     | 22 novembre 1981  | Portogallo           |
| 14 | Davide Quartarone    | P     | 29 aprile 1986    | Italia               |
| 15 | Bruno Furtado        | S     | 25 luglio 1978    | Brasile              |
| 16 | Frantz Granvorka     | S     | 10 marzo 1976     | Francia              |
| 18 | Israel Rodríguez     | S     | 27 agosto 1981    | Spagna               |

## Mercato
| Acquisti | Acquisti             | Acquisti           | Acquisti      |
| R.       | Nome                 | da                 | Modalità      |
| -------- | -------------------- | ------------------ | ------------- |
| S        | Matej Černič         | Dinamo Mosca       | definitivo    |
| C        | Francesco Corsini    | Catania            | definitivo    |
| P        | Manuel Coscione      | M. Roma            | definitivo    |
| S        | Bruno Furtado        | Apollōn Kalamarias | definitivo    |
| S        | Frantz Granvorka     | Piacenza           | definitivo    |
| L        | Francesco Guglielmi  | Fasano             | definitivo    |
| C        | Luigi Mastrangelo    | M. Roma            | definitivo    |
| C        | José Luis Moltó      | Pòrtol             | definitivo    |
| P        | Davide Quartarone    | Gabeca             | definitivo    |
| L        | Antonio Ricciardello | Brolo              | definitivo    |
| S        | Israel Rodríguez     | Piacenza           | definitivo    |
| S        | Valdir Sequeira      | Marconi            | fine prestito |
| C        | Sergiu Stancu        | Tours              | definitivo    |
| P        | Miloš Stojković      | Tirol              | definitivo    |

| Cessioni | Cessioni            | Cessioni         | Cessioni   |
| R.       | Nome                | a                | Modalità   |
| -------- | ------------------- | ---------------- | ---------- |
| P        | Alessandro Ardu     | Chieti           | definitivo |
| S        | Maurizio Castellano | Arīs Salonicco   | definitivo |
| S        | Stefano Durante     | ?                | definitivo |
| S        | Frantz Granvorka    | Ziraat Bankası   | definitivo |
| L        | Maurizio Latelli    | BluVolley Verona | definitivo |
| S        | Péter Nagy          | Top Team Mantova | definitivo |
| P        | Marco Nuti          | Piemonte         | definitivo |
| S        | Giuseppe Patriarca  | Forlì            | definitivo |
| S        | Valentin Pereu      | Tomis Costanza   | definitivo |
| C        | Michal Rak          | Piacenza         | definitivo |
| C        | Konstantin Shumov   | Callipo          | definitivo |
| S/O      | Leandro Vissotto    | Trentino         | definitivo |
| C        | Šime Vulin          | Zagreb           | definitivo |

## Risultati

### Serie A1

#### Girone di andata
| 1ª giornata - 28 settembre 2008 PalaWojtyla, Martina Franca      | Prisma Taranto | 2 - 3 | Perugia          | 19-25, 19-25, 25-19, 25-23, 12-15 |
| 2ª giornata - 4 ottobre 2008 PalaFontescodella, Macerata         | Lube           | 3 - 0 | Prisma Taranto   | 27-25, 25-21, 25-22               |
| 3ª giornata - 11 ottobre 2008 PalaMaggetti, Roseto degli Abruzzi | Pineto         | 2 - 3 | Prisma Taranto   | 19-25, 25-23, 25-21, 21-25, 11-15 |
| 4ª giornata - 19 ottobre 2008 PalaWojtyla, Martina Franca        | Prisma Taranto | 3 - 1 | BluVolley Verona | 25-15, 23-25, 25-20, 25-19        |
| 5ª giornata - 26 ottobre 2008 PalaVerde, Villorba                | Treviso        | 3 - 0 | Prisma Taranto   | 25-19, 25-14, 25-11               |
| 6ª giornata - 3 novembre 2008 PalaWojtyla, Martina Franca        | Prisma Taranto | 3 - 1 | Gabeca           | 25-23, 21-25, 27-25, 25-18        |
| 7ª giornata - 9 novembre 2008 PalaWojtyla, Martina Franca        | Prisma Taranto | 1 - 3 | Forlì            | 23-25, 25-23, 23-25, 22-25        |
| 8ª giornata - 16 novembre 2008 PalaValentia, Vibo Valentia       | Callipo        | 3 - 0 | Prisma Taranto   | 25-23, 25-20, 25-22               |
| 9ª giornata - 22 novembre 2008 PalaWojtyla, Martina Franca       | Prisma Taranto | 2 - 3 | Sempre Padova    | 26-24, 27-25, 21-25, 18-25, 9-15  |
| 10ª giornata - 30 novembre 2008 PalaWojtyla, Martina Franca      | Prisma Taranto | 3 - 1 | Modena           | 22-25, 25-17, 25-23, 25-22        |
| 11ª giornata - 7 dicembre 2008 PalaBanca, Piacenza               | Piacenza       | 3 - 0 | Prisma Taranto   | 25-15, 25-21, 25-21               |
| 12ª giornata - 14 dicembre 2008 PalaWojtyla, Martina Franca      | Prisma Taranto | 0 - 3 | Piemonte         | 22-25, 20-25, 22-25               |
| 13ª giornata - 21 dicembre 2008 PalaTrento, Trento               | Trentino       | 2 - 3 | Prisma Taranto   | 25-21, 22-25, 27-25, 23-25, 12-15 |

#### Girone di ritorno
| 14ª giornata - 28 dicembre 2008 PalaEvangelisti, Perugia    | Perugia          | 3 - 1 | Prisma Taranto | 19-25, 25-17, 25-23, 25-16        |
| 15ª giornata - 3 gennaio 2009 PalaWojtyla, Martina Franca   | Prisma Taranto   | 3 - 1 | Lube           | 25-17, 25-14, 7-25, 25-17         |
| 16ª giornata - 6 gennaio 2009 PalaWojtyla, Martina Franca   | Prisma Taranto   | 3 - 2 | Pineto         | 25-22, 25-23, 21-25, 20-25, 15-13 |
| 17ª giornata - 12 gennaio 2009 PalaOlimpia, Verona          | BluVolley Verona | 3 - 0 | Prisma Taranto | 25-19, 25-22, 25-23               |
| 18ª giornata - 18 gennaio 2009 PalaWojtyla, Martina Franca  | Prisma Taranto   | 1 - 3 | Treviso        | 25-23, 18-25, 23-25, 22-25        |
| 19ª giornata - 25 gennaio 2009 PalaGeorge, Montichiari      | Gabeca           | 3 - 0 | Prisma Taranto | 25-14, 25-15, 25-23               |
| 20ª giornata - 8 febbraio 2009 PalaGalassi, Forlì           | Forlì            | 2 - 3 | Prisma Taranto | 23-25, 26-24, 25-20, 19-25, 11-15 |
| 21ª giornata - 16 febbraio 2009 PalaWojtyla, Martina Franca | Prisma Taranto   | 0 - 3 | Callipo        | 21-25, 23-25, 13-25               |
| 22ª giornata - 22 febbraio 2009 PalaFabris, Padova          | Sempre Padova    | 3 - 0 | Prisma Taranto | 25-18, 25-23, 28-26               |
| 23ª giornata - 1º marzo 2009 PalaPanini, Modena             | Modena           | 3 - 2 | Prisma Taranto | 25-21, 15-25, 25-20, 23-25, 15-13 |
| 24ª giornata - 8 marzo 2009 PalaWojtyla, Martina Franca     | Prisma Taranto   | 3 - 0 | Piacenza       | 25-23, 25-17, 26-24               |
| 25ª giornata - 15 marzo 2009 PalaBreBanca, Cuneo            | Piemonte         | 3 - 0 | Prisma Taranto | 25-17, 25-18, 25-13               |
| 26ª giornata - 22 marzo 2009 PalaWojtyla, Martina Franca    | Prisma Taranto   | 3 - 2 | Trentino       | 16-25, 32-30, 23-25, 25-21, 15-12 |

## Statistiche

### Statistiche di squadra
| Competizione | Punti | In casa | In casa | In casa | In trasferta | In trasferta | In trasferta | Totale | Totale | Totale |
| Competizione | Punti | G       | V       | P       | G            | V            | P            | G      | V      | P      |
| ------------ | ----- | ------- | ------- | ------- | ------------ | ------------ | ------------ | ------ | ------ | ------ |
| Serie A1     | 28    | 13      | 7       | 6       | 13           | 3            | 10           | 26     | 10     | 16     |
| Totale       | -     | 13      | 7       | 6       | 13           | 3            | 10           | 26     | 10     | 16     |

G = partite giocate; V = partite vinte; P = partite perse

### Statistiche dei giocatori
| Giocatore       | Serie A1 | Serie A1 | Serie A1 | Serie A1 | Serie A1 | Totale | Totale | Totale | Totale | Totale |
| Giocatore       | P        | PT       | AV       | MV       | BV       | P      | PT     | AV     | MV     | BV     |
| --------------- | -------- | -------- | -------- | -------- | -------- | ------ | ------ | ------ | ------ | ------ |
| M. Černič       | 26       | 325      | 288      | 15       | 22       | 26     | 325    | 288    | 15     | 22     |
| F. Corsini      | 13       | 71       | 54       | 15       | 2        | 13     | 71     | 54     | 15     | 2      |
| M. Coscione     | 26       | 49       | 22       | 22       | 5        | 26     | 49     | 22     | 22     | 5      |
| B. Furtado      | 6        | 10       | 6        | 4        | 0        | 6      | 10     | 6      | 4      | 0      |
| F. Granvorka    | 8        | 109      | 93       | 6        | 10       | 8      | 109    | 93     | 6      | 10     |
| F. Guglielmi    | 12       | -        | -        | -        | -        | 12     | -      | -      | -      | -      |
| L. Mastrangelo  | 20       | 162      | 86       | 61       | 15       | 20     | 162    | 86     | 61     | 15     |
| J. Moltó        | 10       | 84       | 62       | 21       | 1        | 10     | 84     | 62     | 21     | 1      |
| D. Quartarone   | 8        | 0        | 0        | 0        | 0        | 8      | 0      | 0      | 0      | 0      |
| A. Ricciardello | 26       | -        | -        | -        | -        | 26     | -      | -      | -      | -      |
| I. Rodríguez    | 26       | 316      | 267      | 21       | 28       | 26     | 316    | 267    | 21     | 28     |
| V. Sequeira     | 22       | 235      | 202      | 11       | 22       | 22     | 235    | 202    | 11     | 22     |
| S. Stancu       | 21       | 120      | 73       | 40       | 7        | 21     | 120    | 73     | 40     | 7      |
| M. Stojković    | 9        | 3        | 2        | 1        | 0        | 9      | 3      | 2      | 1      | 0      |
| Š. Vulin        | 5        | 10       | 8        | 2        | 0        | 5      | 10     | 8      | 2      | 0      |

P = presenze; PT = punti totali; AV = attacchi vincenti; MV = muri vincenti; BV = battute vincenti